# Летиція Дош
Лети́ція Дош (фр. Lætitia Dosch; нар. 1 вересня 1980) — французька і швейцарська акторка, драматург і театральна режисерка, відома за фільмами «Мій король» (2015) і «Тепла пора року» (2015), а також головною роллю в комедійній драмі «Молода жінка» (2017).

## Біографія
Летиція Дош народилася 1 вересня 1980 року у Франції. У віці 17 років вона вступила до театральної школи. Після навчання у 2002-2004 роках на Курсах Флоран вирушила до Швейцарії, де стала студенткою престижної театральної школи Manufacture в Лозанні.
У кіно акторка дебютувала в 2009 році, знявшись в невеликій ролі у франко-швейцарській кримінальній мелодрамі «Спільник» режисера Фридерика Мерму. У 2013 році Летиція зіграла головну роль в комедійній драмі «Вік паніки».
У 2015 році Летиція Дош зіграла невелику роль у драмі режисерки Майвенн Ле Беско «Мій король», яка була представлена в рамках конкурсної програми 68-го Каннського міжнародного кінофестивалю. Головні ролі у фільмі зіграли Венсан Кассель і Еммануель Берко. У цьому ж році Летиція знялася в мелодрамі режисерки Катрін Корсіні «Тепла пора року». Її партнерами по знімальному майданчику стали Сесіль де Франс, Ізя Іжлен, Ноемі Львовскі, Жан-Анрі Компере та Кевін Азіз.
У 2017 році акторка виконала головну роль в комедійній драмі «Молода жінка». Фільм став першою повнометражною роботою сценаристки і режисерки-початківця Леонор Серрай і був удостоєний нагороди «Золота камера» на Каннському фестивалі-2017 за режисерський дебют. За роль парижанки Паули, яка після декількох років закордонних поневірянь вимушена розпочинати життя з чистого аркуша, акторка була номінована на здобуття французької Премії «Люм'єр» 2018 року в категорії «Багатонадійна акторка».

## Фільмографія
| Рік  |    | Українська назва     | Оригінальна назва             | Роль                       |
| ---- | -- | -------------------- | ----------------------------- | -------------------------- |
| 2009 | ф  | Спільник             | Complices                     | сестра Вінсента            |
| 2010 | кф | Прошу, не чіпай мене | Don't Touch Me Please         |                            |
| 2011 | кф | На краю світу        | Au bord du monde              | Марі                       |
| 2012 | кф | Дві самотності       | Vilaine fille mauvais garçon  | Летиція                    |
| 2012 | с  | Клірики              | Ainsi soient-ils              | Дафна                      |
| 2013 | ф  | Вік паніки           | La bataille de Solférino      | Летиція                    |
| 2013 | кф | Екстрасистолія       | Extrasystole                  | Адель Уш                   |
| 2013 | ф  | Нудьга нудьга        | Ennui ennui                   | Клео                       |
| 2014 | ф  |                      | Le souffleur de l'affaire     | Роземонда Жерар, озвучення |
| 2014 | тф |                      | Truffaut au présent: Couples  |                            |
| 2014 | тф |                      | Truffaut au présent: Actrices |                            |
| 2014 | кф | Прем'єра             | Première                      | Марта                      |
| 2015 | ф  | Мій король           | Mon roi                       | Ліла                       |
| 2015 | ф  | Тепла пора року      | La belle saison               | Аделін                     |
| 2015 | ф  | Воротар              | Keeper                        | мати Мелані                |
| 2016 | ф  | Біди Софі            | Les malheurs de Sophie        | Ноемі                      |
| 2016 | кф | І він став гірничим  | Et il devint montagne         | Лаура                      |
| 2016 | ф  | Дні Франції          | Jours de France               | злодійка                   |
| 2016 | ф  | Кінець команди       | La fine équipe                |                            |
| 2017 | ф  | Молода жінка         | Jeune femme                   | Паула Симонян              |
| 2017 | ф  | Гаспар на весіллі    | Gaspard va au mariage         | Лаура                      |
| 2018 | ф  | Наші битви           | Nos batailles                 | Бетті                      |

## Визнання
| Нагороди та номінації Летиції Дош                                | Нагороди та номінації Летиції Дош | Нагороди та номінації Летиції Дош | Нагороди та номінації Летиції Дош |
| Рік                                                              | Категорія                         | Фільм                             | Результат                         |
| ---------------------------------------------------------------- | --------------------------------- | --------------------------------- | --------------------------------- |
| Міжнародний фестиваль короткометражних фільмів у Клермон-Феррані |                                   |                                   |                                   |
| 2014                                                             | Спеціальна згадка журі            | Нудьга нудьга                     | Перемога                          |
| Братиславський міжнародний кінофестиваль                         |                                   |                                   |                                   |
| 2017                                                             | Найкраща акторка                  | Молода жінка                      | Перемога                          |
| Міжнародний кінофестиваль у Вальядоліді                          |                                   |                                   |                                   |
| 2017                                                             | Найкраща акторка                  | Молода жінка                      | Перемога                          |
| Премія «Люм'єр»                                                  |                                   |                                   |                                   |
| 2018                                                             | Багатонадійна акторка             | Молода жінка                      | Перемога                          |
| Премія «Сезар»                                                   |                                   |                                   |                                   |
| 2018                                                             | Найперспективніша акторка         | Молода жінка                      | Номінація                         |